# ボルボ・B10M

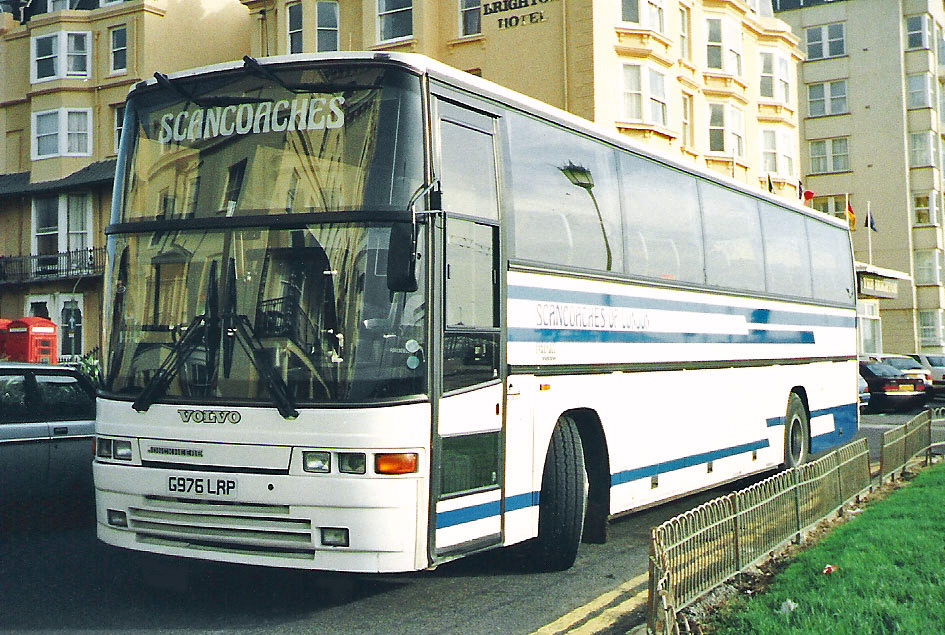
イギリスのScancoachesで使用されるB10M（ヨンケーレ製の車体を架装した車両）

ボルボ・B10M（Volvo B10M ）は、ボルボが製造・販売する排気量10リットル級のディーゼルエンジンを搭載するバス向けシャシである2代目B10シリーズのうち、センターアンダーフロアーエンジン方式を採用したグループの呼称である。製造・販売期間は、1978年から2001年まで。

## 概説
ボルボ・B58シャーシの後継として開発された。
エンジンは歴代で4種類が採用された。いずれも水平直列6気筒、排気量9,600 ccのターボ付きディーゼルエンジンである。
- THD100
- THD101
- THD102
- DH10A

製造は主にスウェーデンで行われたが、英国・ブラジル・中華人民共和国・アメリカ合衆国でも生産されていた。後継シャーシは排気量12Lのエンジンを搭載したボルボ・B12M。

## 日本におけるB10M
日本国内においては、アステローペ、連節バス、はとバス「パノラマビューはとまるくん」に用いられている。

### 連節バス

#### 前期

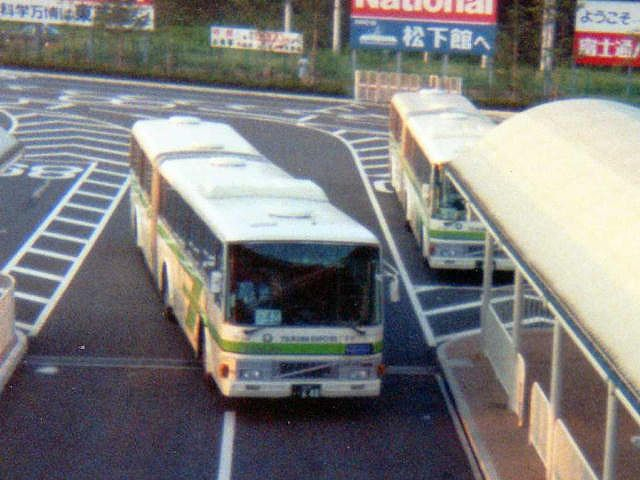
ボルボ・富士重工 B10M
科学万博スーパーシャトルバス
（万博会場バスターミナル）

1985年に茨城県つくば市で開かれた国際科学技術博覧会会場へのアクセス用「つくば科学万博スーパーシャトルバス」として登場した。シャーシのみの状態で輸入し、ボディは富士重工が担当した。日本初の本格的な連節バスでありながら100台もの数が導入された。後部左側に博覧会のシンボルキャラクター「コスモ星丸」が描かれていた。
シャーシの型式はK-B10M型で、エンジンは排気量9.6Lの水平型直列6気筒ターボ付きエンジン・THD100EE型 (275PS) を動力車に、冷房用サブエンジンは日産ディーゼル製SD22型を付随車にそれぞれ搭載した。旋回時にわずかな角度ではあるが、連節部のターンテーブルに設置されたステアリングロッドが第3軸とリンクしていて、第1軸が直進方向の状態でも車体の屈折角度に合わせて第3軸が自動的に操舵するようにできており、最後部の第3軸がハンドルを回した方向と逆方向に操舵し、内輪差を小さく押さえる画期的な技術を採用している。これにより普通の大型バスと同じ感覚で運転でき、後退時も前進時同様第3軸が操舵するため、若干運転のしやすさが向上しており、車体の角度を維持したままバックすることもできる。
ボディは富士重工製の5B（15型B）を架装しているが、顔周りと後部が専用デザインになっている。エンブレムこそ装着されなかったが、ボルボ特有の斜線の入るフロントグリルが特徴である。国産のシャーシに同じボディを架装した場合、ヘッドライトは丸目あるいは角目4灯になるがボルボの場合は長方形のライトが2つだけのデザインになる。
運行区間は、車両の全長が道路交通法の上限である12mを超える18mであることから運行区間に制限があり、万博会場と常磐線上の臨時駅である万博中央駅（現在のひたち野うしく駅の場所に会期中のみ開設されていた）との間のみに限られている。
万博終了後80台はオーストラリアに輸出され、日本に残った20台のうち19台は東京空港交通に移籍した。その中でほとんどが付随車の改造を受け、付随車の左側の乗降扉を撤去した上で埋めた他、左右の窓配置を改造し、車内の扉が存在していた箇所に座席を設置、代わりに最後部を荷物置き場に改造したが、ごくわずかに付随車を改造しないでカラーだけ塗り替えて移籍した個体も存在した。また移籍前までは、フロントグリル左上部と動力車と付随車のボディ横に「FHI 富士重工」のロゴが存在したが、これも東京空港交通への移籍時に消去された。
残りの1台は富士重工が保存する予定で引き取ったが、当時の現存車の補修部品の関係で部品取り車になってしまい、2000年頃に解体され現存しない。
のちに東京空港交通で成田空港ランプバスとして使用された車両は、そのうち3台は1999年に旭川電気軌道に移籍したが、2004年に廃車となり、同じく1999年に1台がニュージーランドへ輸出され、2004年にも1台輸出された。2019年8月現在、ニュージーランドへ輸出された2台は現地貸切バス会社にて運用中だが、1999年に輸出された車両はフロント上部にマーカーランプが設置され、フロントとサイドの方向幕と右後部の非常口の撤去、新規に全座席交換された以外ほぼ原形を留めている。しかし2004年に輸出された車両は、内外装共に大規模な車両更新工事を受け、当時の面影はほとんど無い。その他の車両も1993年頃までに廃車となっている。 
埼玉県の中古車販売店に長らく留置されていた旧東京空港交通750号車は、2008年に栃木県のバス愛好家団体「アキバエクスプレス」が購入し、レストアが行われ動態保存されている。また、群馬県で倉庫代用となっていた旧東京空港交通751号車も2011年に部品取り車として購入している。しかしその後、団体の代表者が逮捕され車両は放置状態となっていたが、2015年頃に別の人物に所有者が変わった模様。

#### 後期

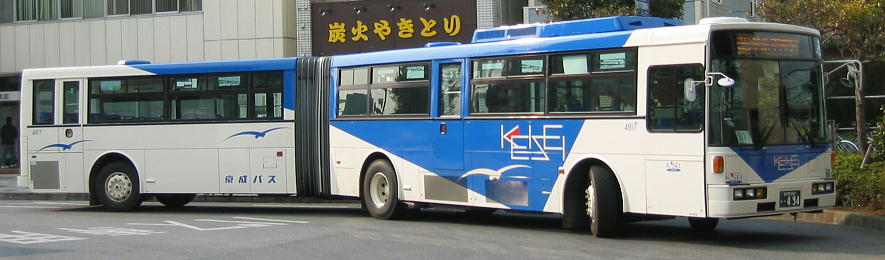
KC-B10MC 京成バス

1998年に京成電鉄船橋営業所茜浜車庫（現：京成バス新都心営業所）が混雑の著しい幕張本郷駅 - 海浜幕張駅 - 幕張メッセ・千葉マリンスタジアム間の路線に連節バスを10台導入した。登場時より一般路線に投入された連節バスとしては日本初である。
シャーシの型式はつくば博シャトルバスのK-B10M型を改良したKC-B10M型で、エンジンは275PSを発揮したTHD100EE型より69PSパワーアップした直列6気筒ターボ付きエンジン・DH10型（344PS）を搭載。どちらのエンジンも排気量は9.6L。ボディは富士重工製の7E（17型E）を架装した。こちらの外見は同型ボディを国産のシャーシに架装した場合と同じデザインである。付随車右側のみにしか非常口が装備されなかったK-B10M型に対し、こちらは動力車の右側にも非常口が設置された。
2010年より、排出ガス規制の関係でメルセデス・ベンツ・シターロに代替されることになり、ボルボ製の連節バスは売却についての案内が公式サイトにて掲載された。
2011年3月、鹿児島県のいわさきバスネットワーク（現・鹿児島交通）が鹿児島市内での運行に導入することを目的に、このうちの4台を購入。同じく2011年にジェイアールバス関東は4台を購入、白河支店に配置してJR東日本総合研修センターへの社員送迎バスとして運行される。

### パノラマビューはとまるくん
2001年にはとバス創立50周年を記念して「パノラマビューはとまるくん」が製造され、都内定期観光用の特別車両として2台が導入された。型式はKC-B10M改で、東京特殊車体製のシアターフロアボディを架装している。2013年を最後に引退し、福島県内に本拠地を置く浜通り交通に譲渡された。なお、はとバスではアステローペも導入していた。